# Franz Muheim (Politiker, 1923)

Franz Muheim (1971)

Franz Muheim (* 1. Februar 1923 in Altdorf; † 18. Februar 2009 ebenda; heimatberechtigt in Flüelen) war ein Schweizer Politiker (CVP).

## Biografie
Muheim war ab 1948 in Altdorf zunächst als selbständiger Rechtsanwalt und Notar tätig. Er gehörte von 1954 bis 1959 dem Gemeinderat von Altdorf an, ab 1956 als dessen Präsident. Er sass von 1959 bis 1972 im Landrat des Kantons Uri, den er 1964/65 präsidierte. Von 1971 bis 1987 vertrat Muheim seinen Kanton im Ständerat. 1982 scheiterte seine Bundesratskandidatur.
Von 1987 bis 1991 war er Mitglied des Exekutivrates der UNESCO mit Sitz in Paris. Von 1981 bis 1991 war er Präsident der Eidgenössischen Konsultativkommission für Weltraumfragen. Von 1979 bis 1995 war Muheim Verwaltungsratspräsident der Schindler Holding.
Weitere langjährige Mandate hatte er im Beirat der Schweizerischen Nationalbank, im Verwaltungsrat der Schweizerischen Bundesbahnen und als Vizepräsident des Schweizerischen Bankvereins in Basel.